# Сабов, Золтан
Золтан Арпадович Сабов (венг. Szabó Zoltán, Szabov Zoltán Árpádovich, также известный как Цольтан Забов; род. 28 августа 1951, Батрадь) — немецко-венгерский профессор экономической политики и инновационного менеджмента, обладающий ученым званием Dr. habil., полученным в Свободном университете Берлина. Он преподавал в престижном Санкт-Петербургском государственном университете в Российской Федерации и ушел на пенсию в 2016 году.

## Биография
Сабов окончил 8 классов венгерской школы в 1966 году в Ужгороде, самом западном городе Украинской ССР. После переселения семьи в Венгрию, прошел четырёхлетнее обучение в Közgazdasági Technikum (Техническая школа народного хозяйства) в Мишкольце. В 18 лет он выехал в Нюрнберг и был признан политическим беженцем. После прохождения экзамена по подтверждению квалификации для поступления в университет в Колледже Научных Университетов Мюнхена в 1972 году Сабов начал учиться по специальности «Экономика предприятия» в Университете Фридриха-Александра Эрлангена-Нюрнберга, а затем в 1973 году перешел в Свободный университет Берлина. На факультете экономических наук Свободного университета Берлина получил дипломы по специальностям «Экономика предприятия» (1976 год) и «Экономика народного хозяйства» (1984 год). В 1984 году Сабов защитил докторскую диссертацию (соответствует канд. экон. наук) по теме «Циклические колебания экономической активности в социалистических плановых хозяйствах — Систематизация их причин на основе имеющихся попытках объяснений»). Диссертация также была опубликована на китайском языке в 1988 году в Китайской Народной Республике. В 2000 году Сабов хабилитировался (соответствует д-р. экон. наук) с Venia legendi: Экономическая политика с особым учётом экономик Восточной Европы в Свободном университете Берлина. Тема его хабилитационной диссертации: «Валютная конвертируемость в переходный период. Функции валютной конвертируемости как предпосылка и результат преобразования социалистического планового хозяйства в рыночное». Диссертация по хабилитации был опубликовал на русском языке в Санкт-Петербурге.
Сабов работал в 1977—1978 годах Научным помощником в Отделении восточной Европы Института кооперативов Westfälische Wilhelms-Universität Münster. С 1978 по 1993 год он работал научным ассистентом и научным сотрудником в Институте Восточной Европы Свободного университета Берлина в отделении экономики. В 1993 году был направлен подразделением немецкого Общества международного сотрудничества (GIZ), Международным центром миграции и развития (CIM) в качестве интегрированного специалиста на Экономическом факультете Санкт-Петербургского государственного университета, где преподавал в качестве профессора экономики на кафедре Экономики исследований и разработок (инновационный менеджмент). В рамках этого немецкого проекта также кратковременно преподавал в Новгородском государственном университете имени Ярослава Мудрого. Сабов отказался от назначения профессором в Дальневосточном государственном техническом университете во Владивостоке.
Параллельные занятия Сабова к профессуре в Санкт-Петербурге включали:
- С 2001 по 2005 годы работал директором Института исследования Германии Европейского гуманитарного университета в Минске, Беларусь (по проекту Немецкой службы академических обменов/ДААД, как многолетний лектор).[источник не указан 280 дней]
- С 2005 по 2007 годы работал в Санкт-Петербургской Торгово-Промышленной Палате (интегрированный специалист).[источник не указан 280 дней]
- С 2010 по 2012 год работал в Институте бактериофагов, микробиологии и вирусологии им. Георгия Элиавы Государственного университета Ильи, Тбилиси, Грузия, в качестве руководителя проекта (интегрированный эксперт)[источник не указан 280 дней]

У Сабова есть 96 публикаций, включая учебники, монографии и статьи в немецких, российских, английских и американских научных журналах. Кроме того, он выполнял переводы учебников с немецкого на русский язык. Его заключительная лекция в Санкт-Петербургском государственном университете в 2016 году доступна на четырёх языках, на которых он говорит (русском, немецком, венгерском и английском).
Сабов с 2016 года выступает за интеграцию России в Европу. В июле 2024 года основанная им партия «Немецкая интеграционная партия Россия-Европа/DRE» была включена в список партий Федерального избирательного комиссара Германии.de:Bundeswahlleiter